# Milica Nikolić
Milica Nikolić (cyr. Милица Николић ;ur. 7 listopada 1994) – serbska judoczka. Dwukrotna olimpijka. Zajęła dziewiąte miejsce w Tokio 2020 i Paryżu 2024. Walczyła w wadze ekstralekkiej.
Piąta na mistrzostwach świata w 2017 i siódma w 2022 i 2023; uczestniczka zawodów w 2015, 2018, 2019, 2021 i 2024. Startowała w Pucharze Świata w latach 2015-2017. Brązowa medalistka mistrzostw Europy w 2018; piąta w 2022. Piąta na Igrzyskach europejskich w 2019. Wicemistrzyni igrzysk śródziemnomorskich w 2018 i 2022 roku.

## Letnie Igrzyska Olimpijskie 2020
| Konkurencja | Eliminacje             | Eliminacje            | Klas. końcowa |
| Konkurencja | Przeciwnik I           | Przeciwnik II         | Miejsce       |
| ----------- | ---------------------- | --------------------- | ------------- |
| 48 kg       | Shirine Boukli (FRA) Z | Darja Biłodid (UKR) P | 9.            |